# Leah Neale
Leah Neale (Ipswich, 1 augustus 1995) is een Australische zwemster. Ze vertegenwoordigde haar vaderland op de Olympische Zomerspelen 2016 in Rio de Janeiro.

## Carrière
Bij haar internationale debuut, op de wereldkampioenschappen kortebaanzwemmen 2014 in Doha, eindigde Neale als achtste op de 400 meter vrije slag, op de 200 meter vrije slag strandde ze in de series. Op de 4x200 meter vrije slag veroverde ze samen met Madison Wilson, Brianna Throssell en Kylie Palmer de bronzen medaille.
Op de wereldkampioenschappen zwemmen 2015 werd de Australische uitgeschakeld in de series van zowel de 400 als de 800 meter vrije slag. Samen met Bronte Barratt, Jessica Ashwood en Emma McKeon eindigde ze als zesde op de 4x200 meter vrije slag.
Tijdens de Olympische Zomerspelen 2016 in Rio de Janeiro sleepte ze samen met Emma McKeon, Bronte Barratt en Tamsin Cook de zilveren medaille in de wacht op de 4x200 meter vrije slag.

## Internationale toernooien
| Jaar | Olympische Spelen | WK langebaan                                                 | WK kortebaan                                                 | PanPacs       | Gemenebestspelen |
| ---- | ----------------- | ------------------------------------------------------------ | ------------------------------------------------------------ | ------------- | ---------------- |
| 2014 |                   |                                                              | 13e 200m vrije slag · 8e 400m vrije slag · 4x200m vrije slag | geen deelname | geen deelname    |
| 2015 |                   | 21e 400m vrije slag 26e 800m vrije slag 6e 4x200m vrije slag |                                                              |               |                  |
| 2016 | 4x200m vrije slag |                                                              | 6-11 december                                                |               |                  |

## Persoonlijke records
Bijgewerkt tot en met 10 augustus 2016
Kortebaan
| Afstand         | Tijd    | Datum            | Plaats |
| --------------- | ------- | ---------------- | ------ |
| 200m vrije slag | 1.54,15 | 3 december 2014  | Doha   |
| 400m vrije slag | 4.01,85 | 27 november 2015 | Sydney |
| 800m vrije slag | 8.21,95 | 26 november 2015 | Sydney |

Langebaan
| Afstand         | Tijd    | Datum            | Plaats         |
| --------------- | ------- | ---------------- | -------------- |
| 200m vrije slag | 1.57,06 | 10 augustus 2016 | Rio de Janeiro |
| 400m vrije slag | 4.06,84 | 3 april 2015     | Sydney         |
| 800m vrije slag | 8.34,54 | 4 april 2014     | Brisbane       |